# Dicliptera vulcanica
Dicliptera vulcanica är en akantusväxtart som beskrevs av Emery Clarence Leonard. Dicliptera vulcanica ingår i släktet Dicliptera och familjen akantusväxter. Inga underarter finns listade i Catalogue of Life.